# Huron (Kansas)
Huron – miasto w Stanach Zjednoczonych, położone w Kansas, w hrabstwie Atchison.